# Estovador

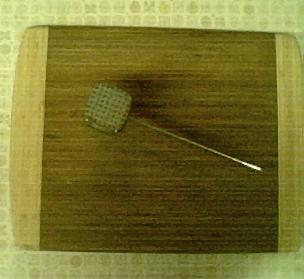
Estovador sobre una taula de tallar de fusta. Cal advertir els petits pics.

Un estovador un estri de cuina emprat per estovar la carn. L'estri també s'anomena mall de carn i s'empra per estovar trossos de carn abans de cuinar-los. Generalment sembla és un martell fet de metall o fusta, amb un mànec curt i un gran cap, de vegades buit, normalment quadrat. Té files de petits pics o puntes en els extrems.
En colpejar la carn amb el mall, s'estoven les fibres, fent que la carn sigui més fàcil de mastegar i digerir. És útil quan es cuinen talls particularment durs de carn, i resulta adequat quan aquests es fan a la graella o fregits. També s'empra en plats com el  schnitzel  o el  chicken fried steak  per fer que la carn sigui més ampla i fina.